# Setge de Belegrada (1280-1281)
|  | Per a altres significats, vegeu «Setge de Berat». |

El setge de Belegrada per les forces del Regne de Sicília sota domini angeví contra la guarnició romana d'Orient de la ciutat es produí entre el 1280 i el 1281. Belegrada (actual Berat), una plaça forta de gran importància estratègica, era la porta als territoris centrals de l'Imperi Romà d'Orient. A la primavera del 1281, una força de socors romana feu caure en una emboscada el general angeví Hug de Sully i el feu presoner. La notícia sembrà el pànic entre les tropes angevines, que patiren greus baixes durant la seva fugida en desbandada. La derrota angevina a Belegrada esvaí l'amenaça d'una invasió terrestre de l'Imperi Romà d'Orient i, juntament amb les Vespres Sicilianes, marcà el final de tot intent realista de reconquerir Constantinoble per una potència occidental.